# Controle de enlace lógico
A camada de protocolo Controle de Enlace Lógico é a subcamada mais alta da Camada de enlace (que é em si a camada 2, logo acima da Camada física) no modelo OSI de sete camadas. Ele fornece mecanismos de multiplexação e controle de fluxo que torna possível para os vários protocolos de rede (IP, IPX) conviverem dentro de uma rede multiponto e serem transportados pelo mesmo meio da rede.
Controle de Enlace Lógico ou em inglês Logic Link Control (LLC) especifica os mecanismos para endereçamento de estações conectados ao meio e para controlar a troca de dados entre utilizadores da rede. A operação e formato deste padrão é baseado no protocolo HDLC. Ele estabelece três tipos de serviço:
1. sem conexão e sem reconhecimento;
2. com conexão;
3. com reconhecimento e sem conexão.